# Omul-Păianjen: În lumea păianjenului
Omul-Păianjen: În lumea păianjenului (în engleză Spider-Man: Into the Spider-Verse) este un film de animație american cu supereroi din 2018 bazat pe personajul Miles Morales / Omul-Păianjen produs de Columbia Pictures și Sony Pictures Animation în asociere cu Marvel si distribuit de Sony Pictures Releasing. Acesta este primul film de animație în franciza Omul-Păianjen și este amplasat într-un multivers comun numit "Lumea păianjenului", care are universuri alternative. Filmul a fost regizat de Bob Persichetti, Peter Ramsey și Rodney Rothman de la un scenariu al lui Phil Lord și Rothman și o poveste de către Lord, și prezintă vocile lui Shameik Moore, Jake Johnson, Hailee Steinfeld, Mahershala Ali, Brian Tyree Henry, Lily Tomlin, Luna Lauren Velez, John Mulaney, Kimiko Glenn, Nicolas Cage și Liev Schreiber. În Omul-Păianjen: În lumea păianjenului, Miles Morales devine unul dintre mulții Spider-Man în timp ce echipează pentru a salva New York City de la Kingpin.
Planurile pentru un film animat Spider-Man, care vor fi dezvoltate de Lord și Christopher Millerwere, au fost dezvăluite pentru prima dată în 2014 și au fost anunțate oficial în aprilie 2015. Persichetti, Ramsey și Rothman s-au alăturat în următorii doi ani, împreună cu Moore și Schreiber în aprilie 2017. Lordul și Miller doreau ca filmul să aibă propriul său stil unic, combinând conducta de animație a Sony Pictures Imageworks cu tehnicile traditionale elaborate manual de benzi desenate inspirată de opera co-creatorului lui Miles Morales, Sara Pichelli. Finalizarea animației pentru film a necesitat până la 140 de animatori, cel mai mare echipaj folosit vreodată de Sony Pictures Animation pentru un film până în prezent. Filmul a fost dedicat în memoria lui Stan Lee și lui Steve Ditko.
Omul-Păianjen: În lumea păianjenului a avut premiera mondiala la Regency Village Theatre din Los Angeles la 1 decembrie 2018 și a fost lansat in Statele Unite pe 14 decembrie. A incasat 364 milioane de dolari in intreaga lume impotriva unui buget de 90 milioane dolari . Filmul a primit recunoștință critică pentru animația, personajele, povestea, vocea, umorul și coloana sonoră. A câștigat numeroase premii, inclusiv premiul pentru cel mai bun film animat la Premiile Academiei 91, 46 de premii Annie și 76 de premii Globul de Aur. A fost primul film non-Disney sau Pixar care a câștigat premiul Oscar pentru cea mai bună animație de la Rango din 2011.
În lumea păianjenului a fost de atunci a fost considerat unul dintre cele mai bune și mai de impact filme de animație, în special pentru realizarea revoluționară a animației, cu regizorii și colegii de animație lăudându-i estetica și i-au recunoscut influența asupra producțiilor animate ulterioare.
O continuare, Omul-Păianjen: Prin lumea păianjenului, a fost lansat în 2023, cu laude similare de la critici și un succes comercial mai mare. Un al treilea film, Spider-Man: Beyond the Spider-Verse, este programat pentru lansare pe 25 iunie 2027. Un spin-off concentrându-se pe personajele feminine Păianjen legate este în dezvoltare.

## Dublajul în limba română
În limba română, actorul Conrad Mericoffer, cunoscut publicului pentru telenovela Fructul oprit difuzată de Antena 1, interpretează vocea personajului principal.
Au interpretat:'
- Florian Ghimpu- Ripeter
- Conrad Mericoffer - Peter [8]
- Delia Nartea- Rio
- Ionuț Grama - Omul Păianjen din 2009
- Ion Grosu- Păianjenul Negru
- Oliver Toderiță- Regele Gămălie
- Adina Lucaciu- Mary Jane
- Viorel Păunescu- Stan
- Damian Oancea- Jameson
- Sabrina Iașchevici- Doc Ock
- Cătălina Chirțan- Lyla
- Marcelo Cobzariu- Jefferson
- Gabi Costin- Scorpion
- Viorel Ionescu- Omul- Păianjen, memă
- Raul Stănulescu- Miles
- Vlad Trifaș- Aaron
- Ana Udroiu- Gwen
- Valentino Tiron- Goblinul Verde
- Oana Avram- mătușa May
- Tudor Dobrescu- Richard
- Costina Cheyrouze- Vanessa
- Tudor Morgovan- cavou
- Claudia- Ramona- Prec- Seușean- Peni
- George Morcov- Șunca Păianjen

Alte voci:
- Tomi Cristin
- Cătălin Babliuc
- Andreea Gaica-
- Sara Maria Ghimpu
- Denis Nadolu
- Monica Pricob
- Andrei Velicu
- Nicole Rădulescu

Dublajul realizat în studiourile: Ager Film

Regia de dialog: Florian Ghimpu

Traducerea: Daniela Gavrilescu

Sunet: Dan Bărăuță